# Comuna de Budziszewice
Budziszewice (polaco: Gmina Budziszewice) é uma gminy (comuna) na Polónia, na voivodia de Lodz e no condado de Tomaszowski (łódzki). A sede do condado é a cidade de Budziszewice.
De acordo com os censos de 2004, a comuna tem 2236 habitantes, com uma densidade 74,2 hab/km².

## Área
Estende-se por uma área de 30,13 km², incluindo:
- área agricola: 88%
- área florestal: 7%

## Demografia
Dados de 30 de Junho 2004:
|                      | Total   | Total | Mulheres | Mulheres | Homens  | Homens |
| -------------------- | ------- | ----- | -------- | -------- | ------- | ------ |
|                      | pessoas | %     | pessoas  | %        | pessoas | %      |
| População            | 2236    | 100   | 1123     | 50,2     | 1113    | 49,8   |
| Densidade (pop./km²) | 74,2    | 100   | 37,3     | 37,3     | 36,9    | 36,9   |

De acordo com dados de 2002, o rendimento médio per capita ascendia a 1308,84 zł.

## Subdivisões
- Budziszewice, Mierzno, Nowy Rękawiec, Rękawiec, Teodorów, Węgrzynowice, Węgrzynowice-Modrzewie, Zalesie.

## Comunas vizinhas
- Koluszki, Lubochnia, Ujazd, Żelechlinek